# Ryszard Kole
Ryszard „Richard“ Kole (* ca. 1946) ist ein polnischstämmiger Pharmakologe und emeritierter Professor an der University of North Carolina at Chapel Hill.
Kole ist für seine Arbeiten zum alternativen Spleißen und zur Modulation des RNA-Splicing und der Genexpression mittels Antisense-Oligonukleotiden bekannt. Die Entwicklung von Eteplirsen zur Behandlung der Muskeldystrophie Duchenne wird Kole zugeschrieben.

## Leben und Wirken
Riszard Kole erwarb an der Universität Warschau 1968 einen dem Bachelor entsprechenden Studienabschluss und 1969 einen Master in Chemie. Am Institut für Biochemie und Biophysik der Polnischen Akademie der Wissenschaften erhielt er 1976 einen Ph.D. in Naturwissenschaften. Als Postdoktorand arbeitete er zwischen 1977 und 1983 beim späteren Nobelpreisträger Sidney Altman und bei Sherman Weissman, jeweils an der Yale University.
1983 erhielt er eine erste Professur (Assistant Professor) für Pharmakologie an der University of North Carolina at Chapel Hill, 1988 wurde er Associate Professor, 1996 erhielt er eine ordentliche Professur, die er bis 2008 innehatte.
Kole gründete das Biotechnologie-Unternehmen Ercole Biotech und arbeitete ab 2008 als Senior Vice President für das Pharmaunternehmen AVI BioPharma (heute Sarepta Therapeutics).
2019 erhielt Kole gemeinsam mit Stanley T. Crooke den Massry-Preis. Seine Preisvorlesung trug den Titel Mysteries of RNA Splicing and the Path to Treatment of Rare Inborn Disorders. Kole hat (Stand Januar 2020) laut der Datenbank Scopus einen h-Index von 40.